# Józef Stolorz
Józef Stolorz (ur. 31 października 1950 w Katowicach, zm. 28 września 2024) – polski malarz.

## Życiorys
Jego ojciec Karol i dziadek byli górnikami. Uczęszczał do Szkoły Podstawowej nr 1 w Katowicach, gdzie jego przyjacielem z tej samej ławki był Julian Gembalski. Przyjaźń Stolorza i Gembalskiego trwa do dziś. W przyszłości profesor będzie autorem noty biograficznej umieszczanej w katalogach artysty. W dzieciństwie Stolorz chciał zostać ogrodnikiem. Karierę artystyczną obrał za sugestią wywiadu zawodowego w poradni psychologicznej. W 1969 roku ukończył Katowickie Liceum Sztuk Plastycznych. Studiował przez rok konserwatorstwo i zabytkoznawstwo na Wydziale Sztuk Pięknych Uniwersytetu Mikołaja Kopernika w Toruniu. Następnie odbył dwuletnią służbę wojskową. Po ślubie w 1974 roku osiadł we Włocławku, gdzie zatrudnił się w Muzeum Ziemi Kujawskiej, dzisiejszym Muzeum Ziemi Kujawskiej i Dobrzyńskiej. W tym czasie rozpoczął studia z zakresu historii sztuki na Katolickim Uniwersytecie Lubelskim, których to studiów nie ukończył. Wśród jego wykładowców był późniejszy papież Karol Wojtyła, którego poznał już wcześniej posługując jako ministrant w Archikatedrze Chrystusa Króla.
Jego pierwsza wystawa miała miejsce w 1971 roku w Muzeum Ziemi Kujawskiej. Był pierwszym artystą, z którym współpracowało założone w 1976 roku Dobrzyńsko-Kujawskie Towarzystwo Kulturalne. Wraz z Januszem Nowierskim brał udział w pierwszej wystawie Towarzystwa, która odbyła się w 1977 roku w siedzibie Klubu Międzynarodowej Prasy i Książki przy ul. Warszawskiej we Włocławku. W latach 80. prowadził Pracownię Kopiowania Malarstwa Dawnego. Odtwarzając prace dawnych mistrzów, doskonalił własną technikę malarską.
W wywiadach wielokrotnie podkreślał swoje przywiązanie do religii katolickiej. W młodości był ministrantem. Inspirował ogólnopolskie wystawy o tematyce religijnej. Ma na koncie obrazy o tematyce religijnej, służące wystrojowi wnętrz kościołów. Wraz z żoną Anną udziela się na rzecz ruchu pro life. 
Był członkiem lokalnych honorowych komitetów poparcia: Jarosława Kaczyńskiego w wyborach prezydenckich 2010 roku; posłanki z list PiS Joanny Borowiak w wyborach parlamentarnych 2015 roku oraz Andrzeja Dudy w wyborach prezydenckich w 2020 roku.
Stolorzowie mają trójkę dzieci. Syn Sebastian (ur. 1976), absolwent Liceum Ziemi Kujawskiej i Szkoły Głównej Handlowej w Warszawie jest doradcą w Departamencie Strategii Banku Światowego w Waszyngtonie, wcześniej był głównym ekonomistą Banku Ochrony Środowiska i głównym doradcą ekonomicznym Narodowego Banku Polskiego. Jest także komentatorem ekonomicznym.

## Twórczość

### Charakterystyka i inspiracje
Józef Stolorz tworzył głównie obrazy olejne.  W stylistyce jego twórczości dominują symbolizm, surrealizm i romantyzm. On sam przyznawał, że przeżywanie jego twórczości ma charakter mistyczny. Nie identyfikował się z klasyfikowaniem go do malarzy nurtu realizmu magicznego, wolał określenie „sztuka wizjonerska”. Mimo to bywa zaliczany do czołowych światowych twórców właśnie nurtu realizmu magicznego. Najczęściej podejmowanym przez niego tematem był pejzaż górski. Krajobrazy przedstawiane przez Stolorza nie są odwzorowywane z rzeczywistości. Charakterystyczny dla jego pejzaży jest brak ludzkich postaci, aczkolwiek jak sam przyznawał, inspirowały go geniusz Stwórcy i ślady ludzi, którzy go poszukują. Mimo że od lat 70. mieszkał na Kujawach, określał siebie mianem malarza śląskiego. Uznawany jest za artystę, który w doskonały sposób operuje światłem i barwą. Nazywany bywa mistrzem światła. W jego portfolio znajdują się także obrazy pastelowe, rysunki, ilustracje książek (np. zbioru poezji Czterdzieści i cztery wiersze aut. Mirosława Glazika) i okładek albumów muzycznych oraz oprawy dzieł sztuki. W 1994 roku zaprojektował logo miasta Włocławka, obecnie nieużywane. W 2015 roku firma Inventio wyprodukowała kolekcję grzejników zaprojektowanych przez firmę Instal-Projekt pt. Ciepło i sztuka, na których uwieczniono fragmenty obrazów Stolorza. Tego samego roku zostały one wystawione w Galerii Kapitańskiej w Szczecinie.
Wśród swoich inspiracji wymieniał malarstwo holenderskie złotego wieku na czele z Rembrandtem, Henryka Wańka oraz Zdzisława Beksińskiego. Natchnienie dla swej twórczości czerpał m.in. z ogólnoświatowych podróży, zarówno po zakątkach natury jak i metropoliach. Swoje pierwsze obrazy tworzył jeszcze jako nastolatek, będąc pod wpływem psychodelicznego rocka.

### Wystawy, udział w kolekcjach publicznych i prywatnych
Prezentował swoje dzieła na ponad 170 wystawach krajowych i zagranicznych, w tym ponad 80 indywidualnych. Regularnie wystawia we Włocławku, a także w Beskidzkiej Galerii Sztuki w Szczyrku. Brał udział w największej polskiej wystawie nurtu realizmu magicznego, Magical Dreams. Siedmiokrotnie brał udział w plenerze Impresje Mikołowskie. W dobie PRL regularnie brał udział w wystawach w RFN. W 2009 roku został pierwszym polskim artystą, który odbył indywidualną wystawę na Art Expo w Nowym Jorku. Przy tej okazji, na zaproszenie Roberta Kupieckiego jego obrazy wystawiono też w Ambasadzie RP w Waszyngtonie. W 2012 r. wziął udział w wystawie w galerii Nest w Genewie. Prace Stolorza znajdują się w kolekcjach prywatnych i publicznych w Polsce, Danii, Francji, Holandii, Hiszpanii, Niemczech, Stanach Zjednoczonych, Watykanie i we Włoszech.

### Nagrody i wyróżnienia
W 2014 r. podczas gali w teatrze impresaryjnym otrzymał wyróżnienie prezydenta miasta Włocławka w dziedzinie kultury. W 2018 roku w Centrum Kultury B we Włocławku miał miejsce benefis z okazji 40-lecia jego pracy twórczej. Z tej okazji otrzymał z rąk wojewody brązowy Medal „Zasłużony Kulturze Gloria Artis”, a także Medal Prezydenta Miasta Włocławka.
Ponadto Józef Stolorz jest laureatem następujących nagród i wyróżnień artystycznych:
- II nagroda w dziedzinie malarstwa na wystawie twórczości plastyków Śląskiego Okręgu Wojskowego, Wrocław 1972.
- III nagroda w dziedzinie malarstwa na II Ogólnopolskim Konkursie Plastycznym „Rodzina Kościołem Domowym”, PAX, Łódź 1980.
- „Złote sztalugi”, wyróżnienie Galerii „Neue Rathausgalerie”, Kamen (RFN).
- Wyróżnienie w konkursie „Obraz Roku”, DKTK Włocławek (1984, 1985, 1987).
- Nagroda specjalna Wydziału Kultury i Sztuki Urzędu Wojewódzkiego we Włocławku (1988, 1989).
- Trzykrotne wyróżnienie honorowe na XII, XIV i XV Ogólnopolskim Konkursie na obraz im. J. Spychalskiego w Poznaniu.
- Grand Prix w konkursie „Zabytki sakralne w sztuce współczesnej” (z okazji pielgrzymki papieża Jana Pawła II), Włocławek 1991.
- Wyróżnienie w konkursie „Impresje Włocławskie”, Włocławek 1994.
- Wyróżnienie na II Triennale Plastyki Włocławskiej, Galeria Sztuki Współczesnej we Włocławku 1997.
- I nagroda w konkursie „Impresje Włocławskie”, Włocławek 1999.
- Wyróżnienie na V Biennale Plastyki Bydgoskiej, Bydgoszcz] 2000.
- I nagroda na III Triennale Plastyki Włocławskiej, Galeria Sztuki Współczesnej we Włocławku, 2000.
- I nagroda w konkursie „Impresje Włocławskie” Włocławek 2002[21].
- Wyróżnienie w konkursie Bielska Jesień w Galerii Bielskiej BWA, Bielsko-Biała[4].

W 1991 roku został przyjęty na podstawie prac do Związku Polskich Artystów Plastyków. W 2013 roku artysta Otto Rappa zaprosił go do Visionary Art Gallery w Wiedniu.
W 2007 r. nakładem wydawnictwa Gutenberg Design ukazało się jego wspomnienie pod tytułem Księga labirntów: czyli notatki z podróży mistycznych, wznowione następnie w 2019 roku. W 2011 r. studio filmowe Micron Movies nakręciło film dokumentalny o życiu Stolorza.

### Związki z muzyką
Oprócz malarstwa, interesował się też muzyką. Potrafił grać na gitarze basowej. Jako uczeń liceum, przez krótki czas był członkiem zespołu bluesowego Ireneusza Dudka. Wraz z Julianem Gembalskim współtworzył oprawę muzyczną tzw. „mszy beatowych” w krypcie Archikatedry w Katowicach. Według własnych słów, wywarł znaczący wpływ na scenę bluesową w Toruniu. Miał zwyczaj tworzyć obrazy przy dźwiękach muzyki.

### Domniemana współpraca ze Służbą Bezpieczeństwa PRL
W latach 1980–1984 był zarejestrowany jako tajny współpracownik SB o pseudonimie Artysta. W 2010 roku odbyła się sprawa karna przeciwko werbującemu go oficerowi SB Stanisławowi Szachewiczowi, oskarżonemu o poświadczenie nieprawdy o uzyskaniu zgody Stolorza na współpracę i nadanie mu pseudonimu. W 2011 r. oświadczenie lustracyjne Stolorza uznano za zgodne z prawdą.